# Міта Медічі
Міта Медічі (італ. Mita Medici; справжнє ім'я Патріція Вістаріні (італ. Patrizia Vistarini; 20 серпня 1950) — італійська співачка, акторка, телеведуча, модель.

## Біографія
Народилася в Римі, справжнє ім'я Патріція Вістаріні, дочка актора Франко Сілва. В 1965 році, виграла конкурс «Міс Підліток». Медічі дебютувала в 1966 році, в фільмі Лучано Сальче How I Learned to Love Women. Потім активно брала участь на телебаченні, на Canzonissima і Sereno variabile, з'явилася в декількох серіалах. Вона також була співачкою, пік музичної кар'єри припав на кінець 60-х — початок 80-х. Головним її успіхом була пісня Ruota Libera, яка у 1973 році потрапила до топ-10 італійського хіт-параду.

## Фільмографія
- Come imparai ad amare le donne (1966)
- L'estate (1966)
- Pronto... c'è una certa Giuliana per te (1967)
- Non stuzzicate la zanzara (1967)
- Colpo di sole (1968)
- Plagio (1969)
- Come ti chiami amore mio (1970)
- Ombre (1979)
- Antelope Cobbler (1991)
- Un posto al sole (1997-2003)
- Morte di una ragazza perbene
- Fuori servizio (2003)
- ...e se domani (2005)
- Un ciclone in famiglia 2 (2005)
- Un ciclone in famiglia 3 (2006)
- Fedra (2007)
- Elena  (2008)
- Un ciclone in famiglia 4 (2008)
- Provaci ancora prof (2008)
- Don Matteo 6 (2008)
- Feisbum (2009)
- Donne di Sicilia (2010)
- Un posto al sole (2013)

## Дискографія
- 1973: ...a ruota libera (CGD, 69058)
- 1975: Per una volta (CGD)
- 1969: Nella vita c'è un momento/Questo amore finito così (Fonit, SPF 31256)
- 1970: Un posto per me/Avventura che nasce (Fonit, SPF 31264)
- 1971: Un amore/Una storia come tante (Fonit, SPF 31283)
- 1972: Quei giorni/Se ci sta lui (CGD)
- 1973: Ruota libera/Cosa vuoi che ti dica (CGD, 1869)
- 1973: Proprio così/Tremendo (CGD, 1870)
- 1973: Scappa scappa/Quei giorni (CGD, 2304)
- 1975: Chi sono/Nave (CGD, 3072)
- 1977: Uomo/Trucco (CGD, 4983)
- 1981: Paletta palletta/Mago tango (Monitor, ZBMO 7216)
- 1977: Uomo/Trucco (Epic Records)